# Els Borrowers
Els Borrowers (títol original: The Borrowers) és una pel·lícula anglo-estatunidenca dirigida per Peter Hewitt, estrenada l'any 1997. Ha estat doblada al català.

## Argument
El film explica la història dels Clock, una família de Borrowers (petits éssers humans que no fan més de quinze centímetres) i que viuen a la casa de la família Lender. Han d'ajudar el seu fill, Pete, a fer fracassar els plans de Ocious P. Potter, un notari poc escrupolós, decidit a destruir la vella mansió.

## Repartiment
- John Goodman: Ocious P. Potter
- Jim Broadbent: Pod Clock
- Mark Williams: Jeff l'exterminador
- Celia Imrie: Homily Clock
- Flora Newbigin: Arrietty 'Ett' Clock
- Tom Felton: Peagreen Clock
- Raymond Pickard: Spud Spiller
- Bradley Pierce: Pete 'Petey' Lender
- Aden Gillett: Joe Lender
- Doon Mackichan: Victoria Lender
- Hugh Laurie: l'oficial de policia Steady
- Andrew Dunford: Dustbunny
- Bob Goody: Minty Branch
- Patrick Monckton: Swag

## Al voltant de la pel·lícula
- El rodatge s'ha desenvolupat a Ealing, Glasgow i Theale, així com als productora s de Shepperton.
- La novel·la de Mary Norton va ser adaptada anteriorment a la televisió en dues mini-sèries, The Borrowers (1992) i The Return of the Borrowers (1993), totes dues realitzades per John Henderson.
- La cançó Weird és interpretada pel grup Hanson.
- Els actors Jim Broadbent (Pod Clock), Tom Felton (Peagreen Clock) i Mark Williams (Jeff l'exterminador) actuen junts als tres últims films de la saga Harry Potter respectivament en els papers d'Horaci Slughorn, Drago Malefoy i Arthur Weasley.
- L'actor Hugh Laurie (L'oficial de policia), farà més tard de Dr House
- El 12 de gener de 2011, Hiromasa Yonebayashi de l'estudi Ghibli treu un film d'animació amb un títol molt similar: Arrietty, el petit món dels borrowers. Aquesta adaptació cinematogràfica japonesa és com el film anglès, també construïda sobre les bases de la novel·la The Borrowers de Mary Norton.

## Nominacions
- Nominació als BAFTA al millor film britànic i als millors efectes especials per Peter Chiang.
- Nominació als Premis Young Artist al millor film familiar i al millor grup a un film per Bradley Pierce, Hugh Laurie, Mark Williams i Flora Newbigin.